# Janusz Zaorski

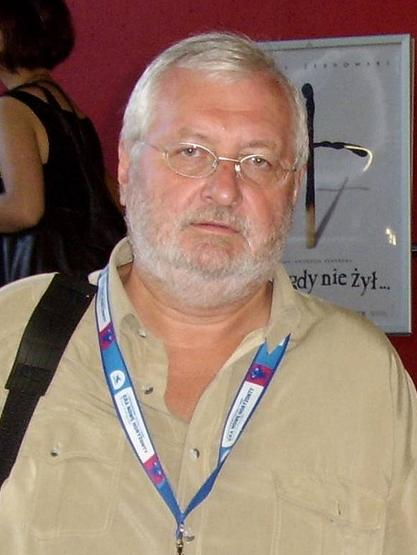
Janusz Zaorski

Janusz Zaorski (* 19. September 1947 in Warschau) ist ein polnischer Filmregisseur, Drehbuchautor und Schauspieler.
Zaorski studierte an der Filmhochschule in Łódź bis 1969 und debütierte 1970 als Filmregisseur.

## Filmografie (Auswahl)

### Regie
- 1967: Maestro
- 1968: Spowiedź
- 1970: Na dobranoc
- 1971: Uciec jak najbliżej
- 1974: Awans
- 1976: Zezem – TV-Serie
- 1976: Zdjęcia próbne
- 1977: Zimmer mit Blick aufs Meer (Pokój z widokiem na morze)
- 1981: Kindische Fragen (Dziecinne pytania)
- 1982: Mutter Krol und ihre Söhne (Matka Królów)
- 1984: Der Bariton (Baryton)
- 1985: Jezioro Bodeńskie
- 1985: Zabawa w chowanego
- 1988: Piłkarski poker
- 1991: Panny i wdowy
- 1993:  Frauen in Angst (Le violeur impuni)
- 1997: Szczęśliwego Nowego Jorku
- 2002: Haker
- 2004: Cudownie ocalony
- 2004: Królewska ruletka
- 2005: Lekarz drzew

### Schauspieler
- 1972: Der Finger Gottes (Palec boży)
- 1976: Zdjęcia próbne
- 1980: Mniejsze niebo
- 1988: Piłkarski poker

### Drehbuchautor
- 1970: Na dobranoc
- 1977: Pokój z widokiem na morze
- 1976: Zezem – TV-Serie
- 1985: Jezioro Bodeńskie
- 1997: Szczęśliwego Nowego Jorku
- 2002: Haker
- 2005: Lekarz drzew